# Aflatoxină
Aflatoxinele, abreviat AF (din latina a (Aspergillus) + fla (flavus) = galben + toxină) sunt micotoxine produse de ciuperci din genul Aspergillus (mucegaiuri), în special de Aspergillus flavus și Aspergillus parasiticus. Aflatoxinele principale: B1 (cea mai toxică), G1, M, sunt prezente în substraturile colonizate de micromiceta Aspergillus , dar ele sunt, de asemenea, excretate în laptele animalelor expuse, sub formă de compuși hidroxilați M1 sau M2 care au o toxicitate mai mică. Aspergillus flavus se dezvoltă pe furajele din arahide. 

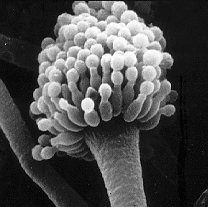
Aspergillus fumigatus observat sub microscopul electronic

Aflatoxinele sunt termostabile. Ele prezintă o activitate toxică, mutagenă, teratogenă și cancerigenă. Aflatoxina B1 este un toxic hepatic și precarcinogen, care inhibă sinteza de ARN mesager și induce formarea de tumori primitive ale ficatului (carcinom hepatocelular).
În mai multe țări subdezvoltate, cum sunt India, Kenya aflatoxinele pot provoca îmbolnăviri acute la oameni (aflatoxicoze) care se manifestă prin dureri abdominale, vomă, edem pulmonar, convulsii, comă și uneori chiar moartea prin edem cerebral; apar leziuni la nivelul ficatului, rinichilor și inimii.
Principalul producător de aflatoxine este Aspergillius flavus, un mucegai din încrengătură ascomicetelor (Ascomycota). Este o specie foarte răspândită și cosmopolită (sol, materii organice în descompunere, semințe oleaginoase, cereale). Este comun în majoritatea tipurilor de soluri și este implicat în descompunerea materialului vegetal. Poate fi izolat de pe semințe de porumb, orz, alune, orez, cartofi, mazăre, mere, făinuri, lapte praf. Aspergillus flavus are o afinitate deosebită pentru alune și semințe oleaginoase.  Crește într-un spectru larg de temperatură (12-48 °C). În condiții necorespunzătoare de păstrare a recoltei (umezeală crescută etc.), ca urmare a contaminării înainte de recoltare, se poate produce mucegăirea masivă a boabelor de porumb, alune, semințe oleaginoase cu importante pierderi economice. Infecția plantelor apare mai ușor dacă fructele și semințele au fost atacate de insecte, păsări, rozătoare, grindină, îngheț timpuriu, căldură și secetă, furtuni sau alte fenomene nefavorabile.

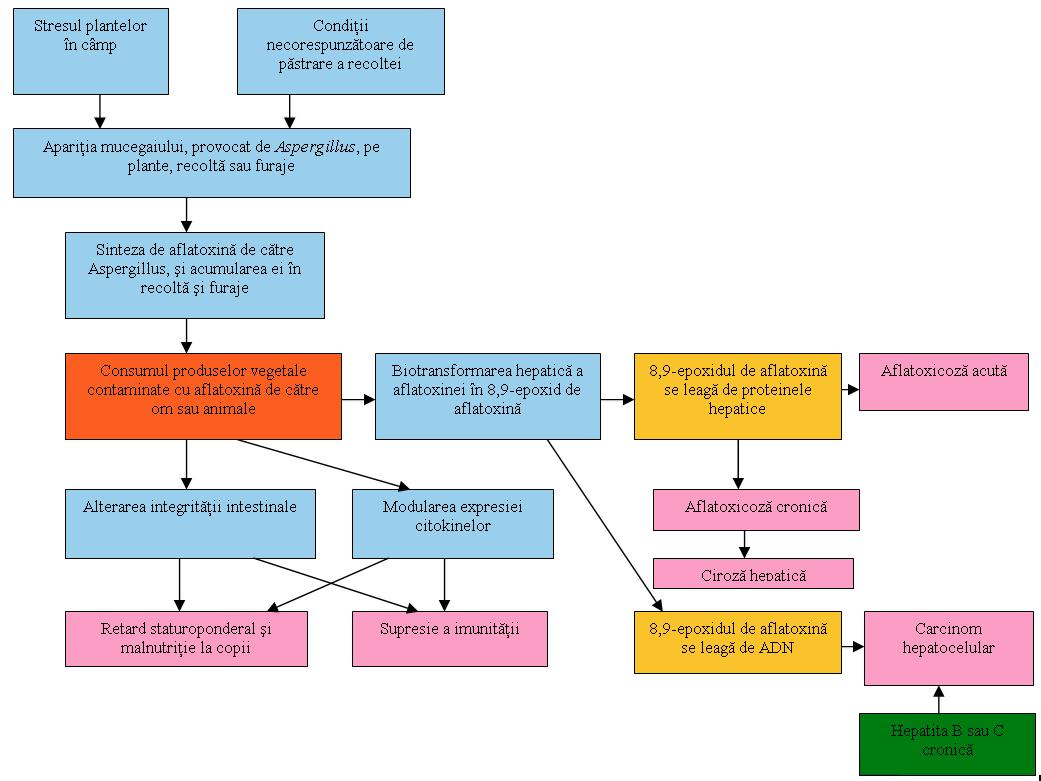
Aflatoxicoză

În anumite condiții (temperaturi ridicate și umiditate ridicată) Aspergillius flavus poate produce micotoxine cu denumirea generică de aflatoxine. Când vacile consumă furaje contaminat cu aflatoxine, are loc transformarea automată a aflatoxinei B1 într-o formă hidroxilată numita aflatoxina M1 sau M2. Aflatoxinele M1 și M2 se regăsesc ulterior în lapte. Prezența fungilor Aspergillius flavus sau Aspergillius parasiticus într-o anumita probă nu indică faptul că proba conține niveluri ridicate de aflatoxine. 
Intoxicație acută  a animalelor și omului cu cantități mari de aflatoxină se manifestă prin depresie, anorexie, diaree, insuficiență hepatică acută, icter, hemoragii, anemie și poate duce la moarte. La doze mari moartea poate surveni în câteva ore sau câteva zile, în funcție de doză și de sensibilitatea animalului sau omului.  Leziunile hepatice (necroza, ciroza) apărute în intoxicație acută pot evolua spre carcinom hepatocelular. 
Consumul unor cantități mai mici de aflatoxină, dar timp mai îndelungat duce la apariția intoxicației cronice, care se manifestă prin anemie, icter ușor, și, eventual, dezvoltarea carcinomului hepatocelular.